# Gerrolasius oldroydi
Gerrolasius oldroydi är en tvåvingeart som beskrevs av Jason Gilbert Hayden Londt 1988. Gerrolasius oldroydi ingår i släktet Gerrolasius och familjen rovflugor. Inga underarter finns listade i Catalogue of Life.